# Auguste Walvein
Auguste-Eugène-Marie-Antoine Walvein, né le 21 mai 1790 à Bruges et mort le 26 février 1868 à Alger, est un homme politique français, maire de Tours de 1835 à 1847.

## Biographie
Notaire à Montreuil puis à Tours à partir de 1826, il est maire de Tours de 1835 à 1847. Sous son mandat est construit le quartier Lasalle.
Il devient conseiller de préfecture à Alger.
Il donne son nom à une rue à Montreuil et à Tours.
Son fils Eugène Walvein-Taylor épousera la fille du baron Taylor.